# Комбайнер

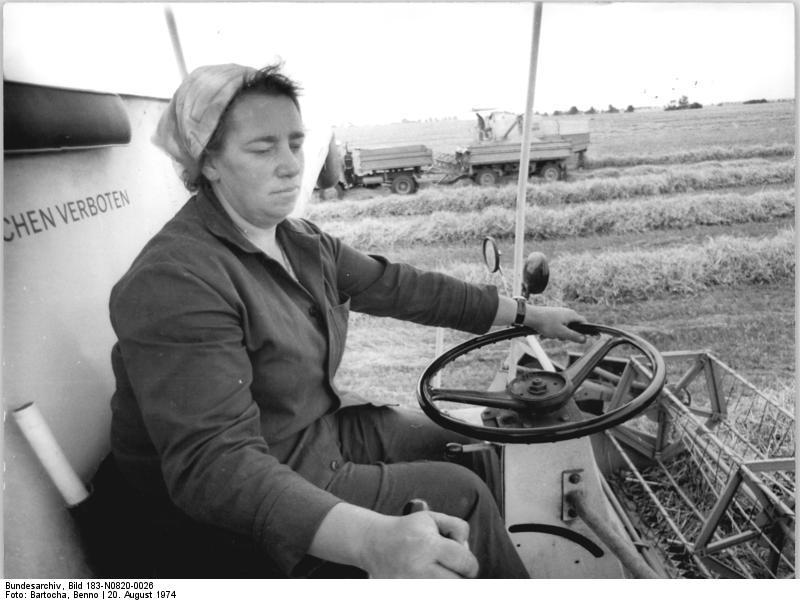
Женщина-комбайнер за рулём машины. ГДР, 1974 год

Комба́йнер, или комбайнёр, — работник сельского хозяйства, профессиональной деятельностью которого является вождение уборочного комбайна. Обучение профессии комбайнера производят СПТУ.
В сезон уборки урожая комбайнер является также начальником комбайна, которому подчиняются все лица, работающие с машиной. В несезонное для сбора урожая он выполняет различные механизированные полевые и ремонтные работы. Благодаря тому, что подготовка комбайнеров позволяет им при необходимости эффективно выполнять работу трактористов или водителей автомобилей, а также ремонтные, слесарные или плотнические работы, они являются ценными специалистами для сельской местности.

## Выдающиеся комбайнеры СССР
В СССР множество комбайнеров было награждено высшей степенью отличия за труд — званием Героя Социалистического Труда. Четверо из них — Г. И. Байда, М. А. Брага, Д. И. Гонтарь и В. М. Чердинцев — были удостоены этой награды дважды.

## В культуре
- «Комбайнеры» — песня Игоря Растеряева (2010)
- «Комбайнёры» — рассказ Юрия Нагибина. См. Гость с Кубани.

Комбайнёры в филателии
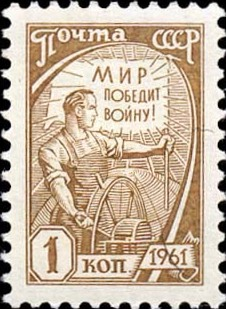
Стандартная марка СССР 10-го выпуска номиналом в 1 копейку, на которой изображён комбайнер за штурвалом машины. 1961 год
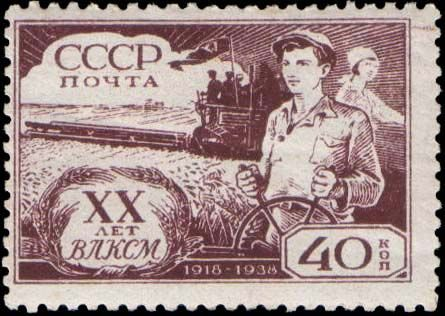
Почтовая марка СССР, 1938 год